# カタリーナ・ロドリゲス
カタリーナ・ロドリゲス（Catarina Rodrigues 1973年1月3日 - ）は、ポルトガルのリスボン出身の柔道選手。階級は66kg級と78kg級。

## 人物
1993年から3年連続してヨーロッパ選手権の66kg級で5位となった。その後階級を78kg級まで上げた。2001年の世界選手権78kg級では2回戦で敗れたものの、無差別に出場すると銅メダルを獲得した。2002年のヨーロッパ選手権では無差別で5位だった。なお、オリンピックには出場できなかった。

## 主な戦績
66kg級での戦績
- 1993年 - ヨーロッパ選手権　5位
- 1994年 - ヨーロッパ選手権　5位
- 1995年 - ヨーロッパ選手権　5位

78kg級での戦績
- 2001年 - チェコ国際　優勝
- 2001年 - 世界選手権　無差別　3位
- 2002年 - ブルガリア国際　優勝
- 2002年 - ヨーロッパ選手権　無差別　5位